# Машинная эра

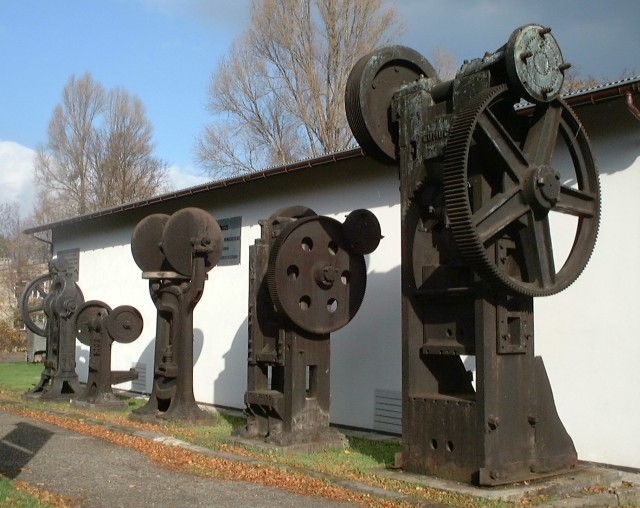
Металлообрабатывающее оборудование

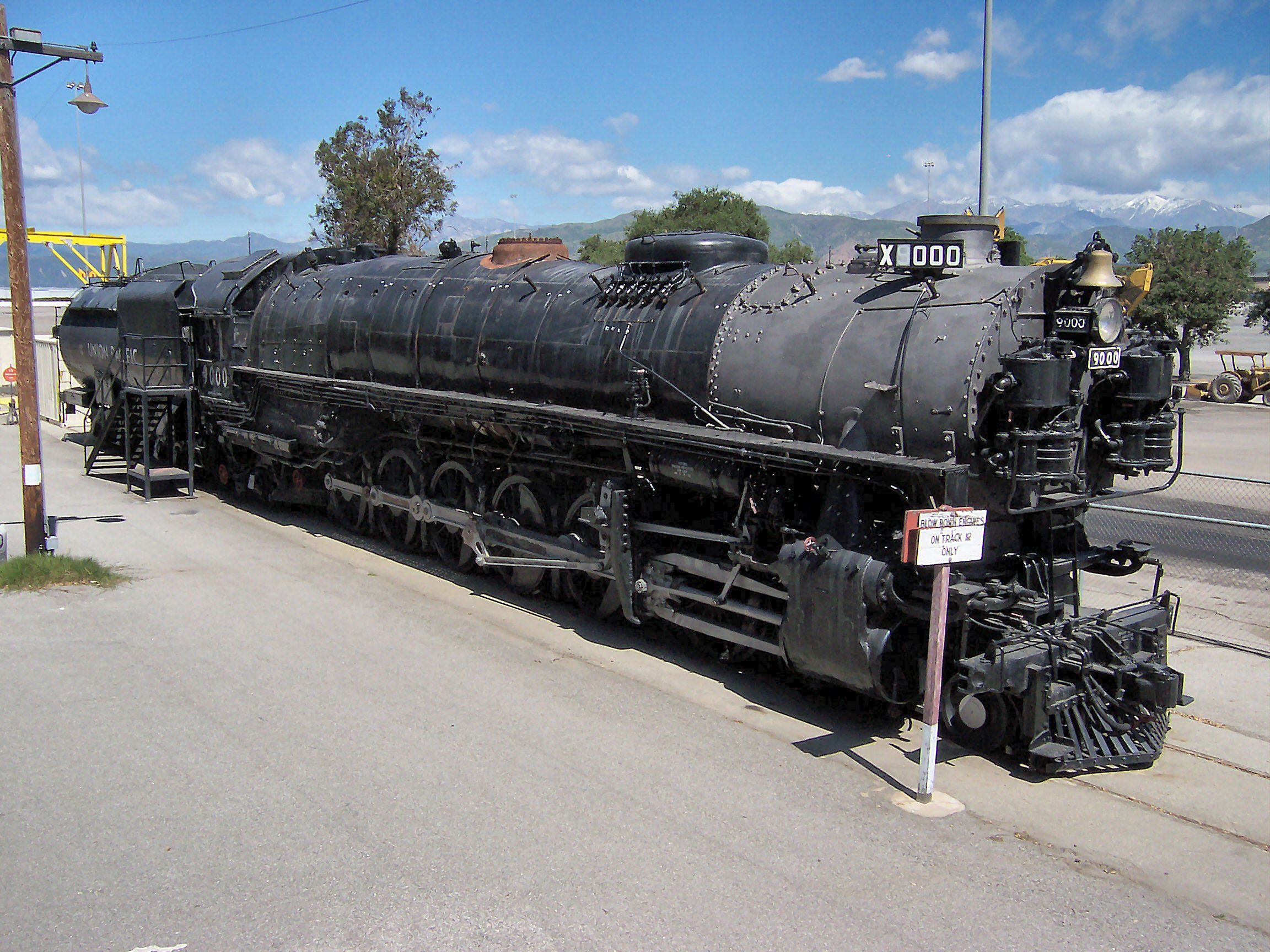
Грузовой локомотив

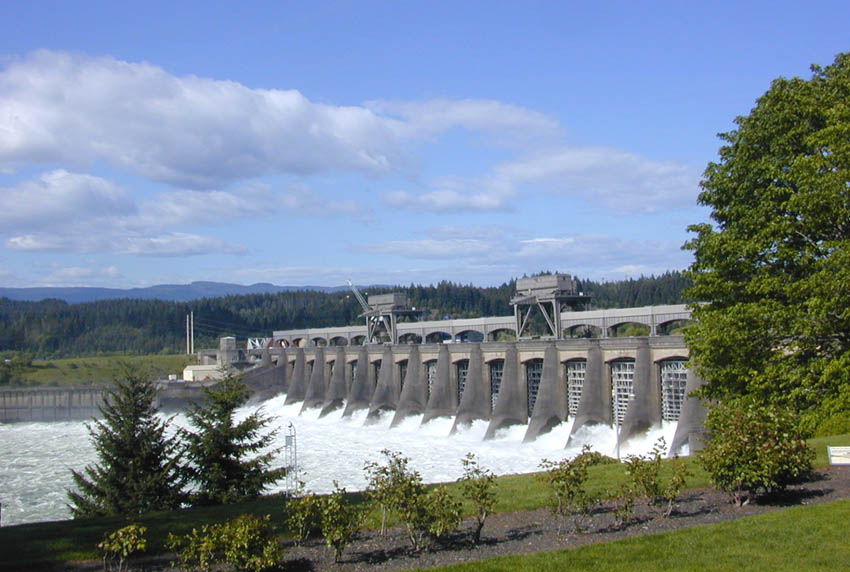
Плотина Бонневиль (1933–1937)

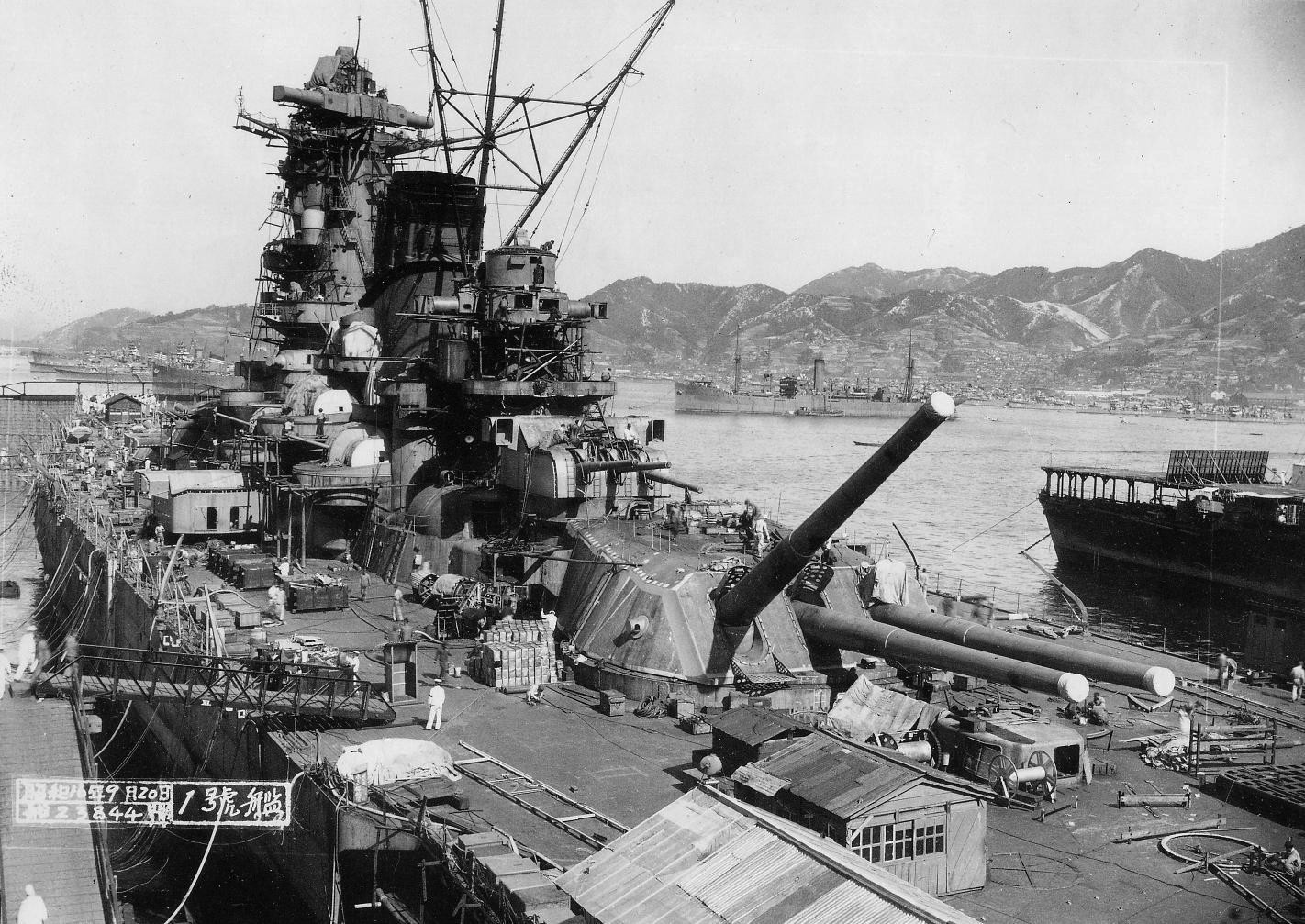
Ямато и другие линкоры Второй мировой были самыми тяжелыми артиллерийскими кораблями, когда-либо спущенными на воду.

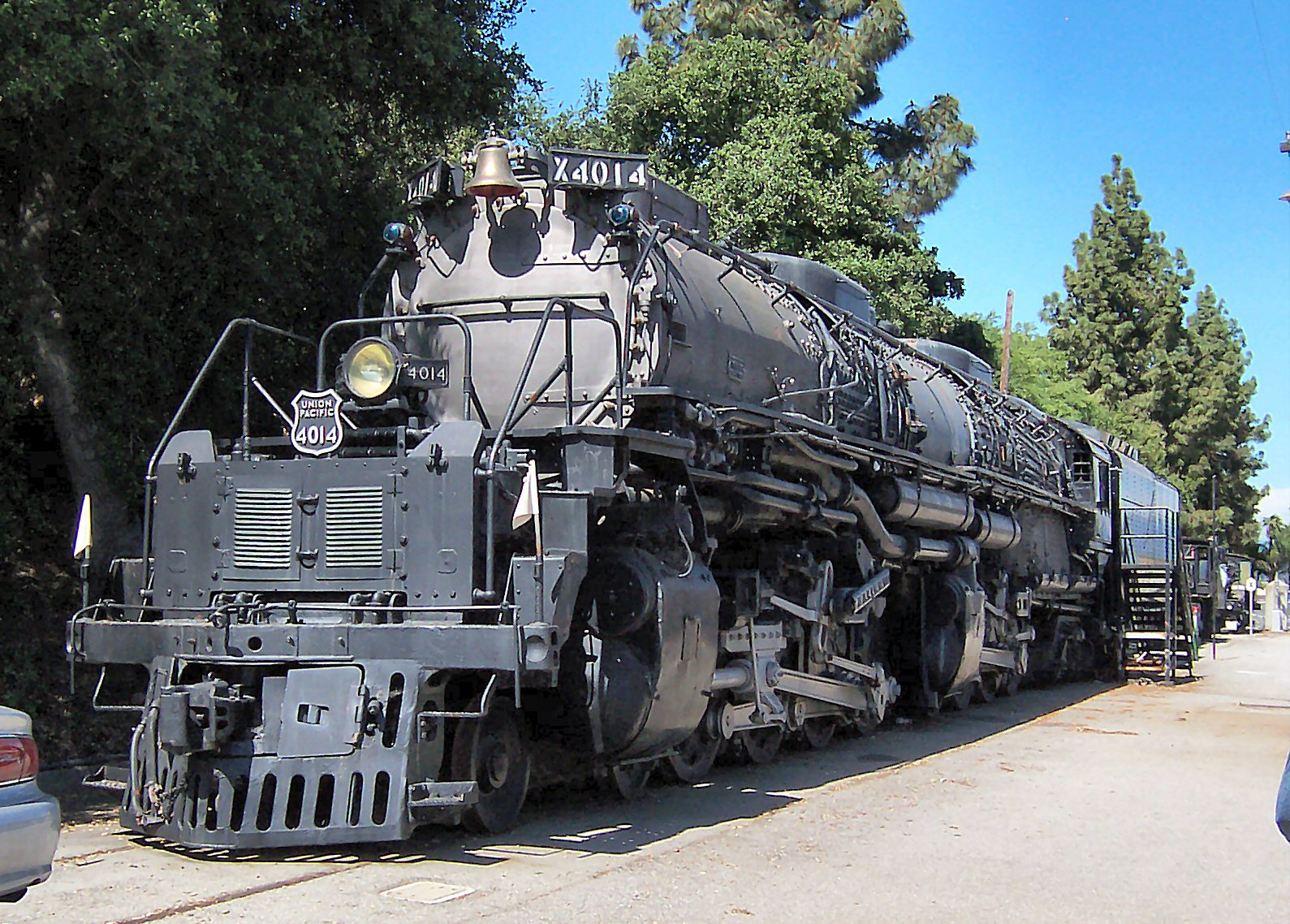
Некоторые локомотивы, построенные в середине 20 века, были самыми тяжелыми из когда-либо созданных.

Машинная эра (Первый век машин или эпоха машинного производства) — это исторический период, начинающийся с Первой промышленной революции (1760-е — 1840-е в разных ведущих государствах мира), когда ручной труд стал массово заменяться механизированным производством с использованием машин, паровых двигателей, а позже — электричества и конвейерных линий, и, предположительно, заканчивающийся появлением компьютеров (1945). Цифровая революция (1980-е) окончательно положила конец машинной эре, основанной на механике, либо трансформировала её во Вторую эру машин с повышенным вниманием к машинам, выполняющим умственные задачи.

## Изобретения
- Гигантское производственное оборудование (1770-е), особенно для производства и обработки металла, например, сталепрокатные станы, станы для изготовления деталей мостов и прессы для изготовления кузовов автомобилей.
- Высокоскоростные печатные машины, позволяющие выпускать недорогие газеты и журналы для массового рынка (1810)[6]
- Мощное землеройное оборудование (1830-е)[7]
- Электродвигатели (1834),[8] позволившие создавать недорогие приборы для массового рынка, например, пылесосы и стиральные машины.
- Массовое производство товаров в больших объемах на движущихся сборочных линиях, в частности, автомобилей (1850-е)[9]
- Стальные каркасные здания большой высоты (небоскрёбы[10]) (1885)[11]
- Газовые турбины (1887)[12], двигатели внутреннего сгорания (1860)[13] и
- Массовая электрификация на основе крупных гидро- и теплоэлектростанций и систем распределения электроэнергии (1891)[14]
- Радио- (1895)[15] и фонографическая техника (1877)[16]
- Разработка и применение современных военных машин, таких как танки (1916)[17], самолеты, подводные лодки (1776)[18] и современные линкоры (1906)[19].
- Быстрые и комфортные поездки на дальние расстояния по железной дороге (1830-е), на автомобиле (1920-е)[20] и самолёте (1930-е)[21]

## Социальное влияние
- Феминизм первой волны (1809)[22]
- Формирование единого вида товаров (1860)[23] и распространение товаров по всей стране, заменяющие местные виды искусства и ремесел[24]
- Демократия со всеобщим избирательным правом (1790)[25] или однопартийные государства (1868).
- Массовая правительственная пропаганда посредством печати, аудио и кино (в России с началом СССР в 1917[26])
- Рост массовой рекламы и потребительства (c 1920-х)[27]
- Общенациональное культурное выравнивание из-за воздействия фильмов и сетевого вещания (в СССР с 1920-х[28])
- Замена квалифицированных ремесленников низкоквалифицированной рабочей силой (в СССР в 1928[29])
- Рост сильных корпораций за счет их способности использовать отдачу от масштаба при приобретении, производстве и распределении материалов и оборудования.[30]
- Корпоративная эксплуатация труда, ведущая к созданию сильных профсоюзов как противодействующей силы
- Усиление экономического планирования, включая пятилетние планы (1928)[31], социальную инфраструктуру и периодическую военную экономику, включая всеобщую воинскую обязанность (1798)[32] и рационирование (1919)[33].

## Влияние на окружающую среду
- Эксплуатация природных ресурсов без особой заботы об экологических последствиях как и в XIX веке, но в большем масштабе.
- Выпуск синтетических красителей, искусственных ароматизаторов и токсичных материалов в потребительский поток без проведения испытаний на предмет неблагоприятного воздействия на здоровье.
- Рост значения нефти как стратегического ресурса (1914)[34]

## Влияние на международные отношения
- Конфликты между странами по поводу доступа к источникам энергии (в частности, нефти) и материальным ресурсам (в частности, железу и различным металлам, с которыми оно сплавляется), необходимым для обеспечения национальной самодостаточности, начатые с 1757[35] возросли в масштабах и способствовали двум разрушительным мировым войнам.
- Кульминация нового империализма (1890-е) и начало деколонизации (1945)[36]

## Влияние на искусство и архитектуру

Картина Марселя Дюшана «Обнаженная, спускающаяся по лестнице» (1912) демонстрирует черты кубизма и футуризма.

- Антиутопические фильмы, включая «Новые времена» Чарли Чаплина и «Метрополис» Фрица Ланга.
- Оптимизированные современные дизайн и архитектура бытовой техники
- Cтиль Баухаус
- Поджанры научной фантастики:
  - Стимпанк
  - Дизельпанк
- Современное искусство
  - Кубизм
  - Декоративный стиль ар-деко
  - Футуризм
  - Музыка